# Spaeleoleptes spaeleus
Espèce
Spaeleoleptes spaeleus est une espèce d'opilions laniatores de la famille des Escadabiidae.

## Distribution
Cette espèce est endémique du Minas Gerais au Brésil. Elle se rencontre à Cordisburgo dans la grotte Lapa Nova de Maquiné.

## Description
Le mâle holotype mesure 2,0 mm et la femelle paratype 2,5 mm.
Le mâle décrit par Pereira, Gallão, Bichuette et Pérez-González en 2024 mesure 2,20 mm et la femelle 2,30 mm.

## Systématique et taxinomie
Cette espèce a été décrite par Soares en 1966.

## Étymologie
Son nom d'espèce lui a été donné en référence au lieu de sa découverte, une grotte.

## Publication originale
- Soares, 1966 : « Novos opiliões da coleção "Otto Schubart" (Opiliones: Cosmetidae, Gonyleptidae, Phalangodidae). » Papeis Avulsos do Departamento de Zoologia, vol. 18, p. 103–115.